# Waldtraut vom Mühlwald
Koordinaten: 47° 57′ 12,1″ N, 7° 51′ 40,1″ O

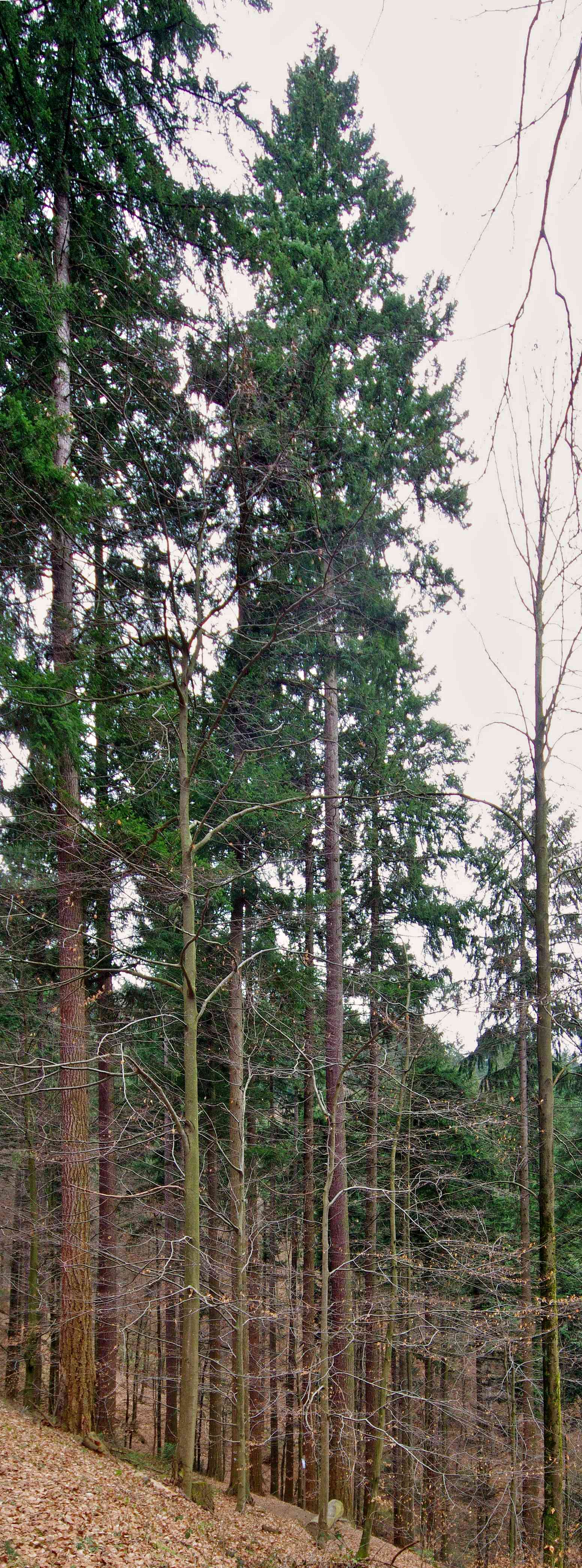
Waldtraut vom Mühlwald, der höchste Baum Deutschlands

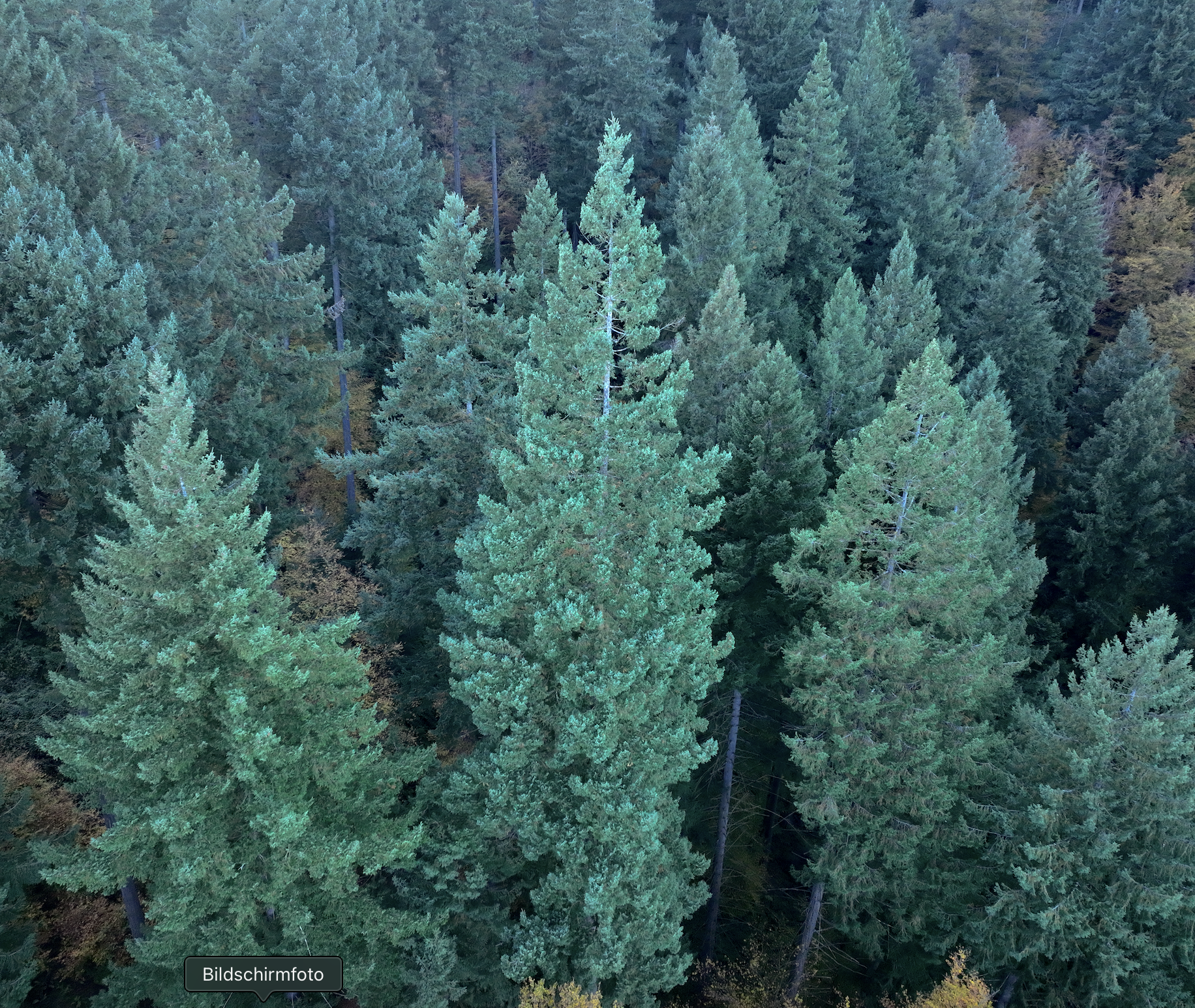
Waldtraut vom Mühlwald aus Blickrichtung Westen

Die Gewöhnliche Douglasie Waldtraut vom Mühlwald ist mit derzeit etwa 68 Metern der höchste Baum Deutschlands. Der Baum wächst weiterhin etwa 15 cm pro Jahr. Waldtraut steht etwas südlich des heutigen Arboretums Freiburg-Günterstal in Freiburg im Breisgau, Baden-Württemberg. Sie wurde 1913 als dreijährige Pflanze an den jetzigen Standort gesetzt und hat somit ein Alter von 115 Jahren. Um sie herum stehen mehrere weitere gleichalte und fast gleichhohe Douglasien.

## Höhenmessungen
- Ihre Höhe war im Jahr 2008 63,33 m und der Stammumfang am Fuß 300 cm (gemessen 2008).[2] Sie verwies damit eine Douglasie aus Eberbach im Odenwald mit 61,60 m auf Platz 2.[3][4] Die Höhen wurden von einem Messteam des geodätischen Institutes der Uni Karlsruhe am 18. August 2008 ermittelt.
- Im März 2017 wurde vom Forstamt die aktuelle Höhe mit 66,581 m ermittelt.[5][6][7]
- Die Messung vom 13. April 2024 ergab 67,85 m.[8]